# MassMutual Center
«МассМьючуал-центр» (англ. MassMutual Center) — многоцелевая арена и конференц-центр, расположенные в центре Спрингфилда, штат Массачусетс, США, в городском Метрополитен-центре. Арена была открыта в 1972 году, а конференц-центр — в 2005 году. Он служит местом проведения встреч, конгрессов, выставок, спортивных и развлекательных мероприятий.
В 2005 году арена и конференц-центр были переименованы, когда страховая компания Massachusetts Mutual Life Insurance Company заключила 15-летнее соглашение о предоставлении прав на название арены и конференц-центра. Смена названия произошла 29 сентября 2005 года.
На арене выступают команды «Спрингфилд Тандербёрдс» из Американской хоккейной лиги и «Американ Интернешнл Йеллоу Джекетс», которые участвуют в соревнованиях по хоккею с шайбой в мужском дивизионе I NCAA.

## Названия
Спрингфилд Сивик-центр (1972–2005), МассМьючуал-центр (с 2005 года)